# Nils
A Nils egy magyar alternatív rockegyüttes.
A zenekar szöveg-centrikus, modern alternatív rockzenét játszik, melyben a pozitív értelemben vett popzenétől a drum'n'bass-ig felfedezhetőek stílusjegyek, hatások, egyedi, sajátos értelmezésben visszaadva. Első stúdióalbumuk 2010-ben jelent meg Mindenkivégez címmel.

## Története
A Nils 2005-ben alakult Budapesten. A közvetlen elődje a November volt, melyben mindhárom alapító tag részt vett: Horváth Fecó – dob, Houdek Csaba – gitár, Pogány János – basszgitár, ének.
A hagyományos ének-gitár-basszusgitár-dob felállást 2006-ban egészítették ki samplerrel (Szőke Csaba). A doboknál ebben az évben Molnár Dániel csatlakozott.
2007-ben készült el első albumuk, Díszharmónia címmel. Ebben az évben is volt egy tagcsere, Jacsó Miklós lett a Nils gitárosa.
2008-ban jelent meg a zenekar EP c. lemeze, melynek Hello c. számához videóklip is készült. A Benne vagyok c. dal lett a Leosztás c. drogprevenciós film főcímzenéje. A zenekar megnyerte a Zöld Pardon tehetségkutatóját és a GyárSztár tehetségkutatót. A zenekar kiegészült egy billentyűssel Tóth Márton személyében.
2009-ben a zenekar Hello c. dala felkerült az MR2 Petőfi Rádió ‘Egy kis hazai 2009′ c. válogatására és meghívást kapott az MR2 Akusztik c. műsorba is.
2010-ben jelent meg a Mindenkivégez, az Alexandra Records gondozásában. A Nils Diszkómarci c. száma révén országos ismertségre tesz szert. Egy rövid ideig Román Sándor gitározott a zenekarban.
2011-ben jelent meg a Halálkirály c. lemez. Újabb tagcsere révén Rónai Zsolt gitáros került a zenekarba.
2013-ban, egy év stagnálás után új tagokkal (Beszédes Richárd, Behany Gábor, Ditrói-Tóth Szabolcs) kiegészülve született újjá a Nils. Elkészült egy újabb videóklip, az előző lemez Milyen már c. számához. Ebben az évben jelent meg a korábbi dalokat is tartalmazó, Válogatós c. lemez.

## Diszkográfia
| Év   | Album         |
| ---- | ------------- |
| 2007 | Díszharmónia  |
| 2008 | EP            |
| 2010 | Mindenkivégez |
| 2011 | Halálkirály   |
| 2013 | Válogatós     |

## Tagok
- Pogány János - ének, basszusgitár (2005-)
- Beszédes Richárd - gitár (2013-)
- Költő Balázs - dob (2014-)
- Ditrói-Tóth Szabolcs - billentyűs hangszerek (2013-)

## Korábbi tagok
- Houdek Csaba - gitár (2005-2007
- Jacsó Miklós - gitár (2007-2010)
- Román Sándor - gitár (2010-2011)
- Rónai Zsolt - gitár (2011-2013)
- Horváth Ferenc - dob (2005)
- Molnár Dániel - dob (2006-2010)
- Behany Gábor - dob (2013)
- Szőke Csaba - sampler (2007)
- Tóth Márton - billentyűs hangszerek (2008-2011)